# Jozef Heriban

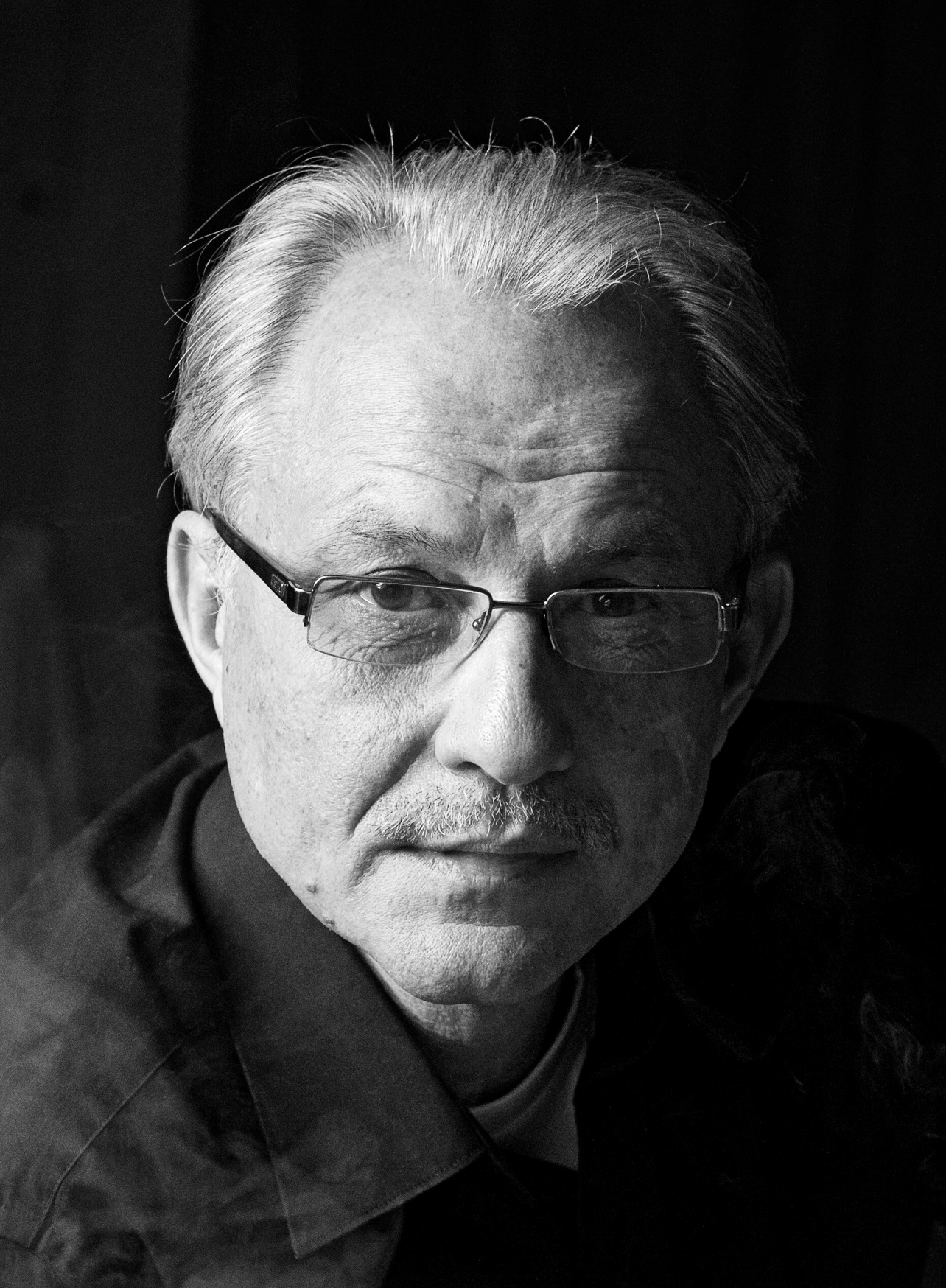
Jozef Heriban, slowakischer Schriftsteller

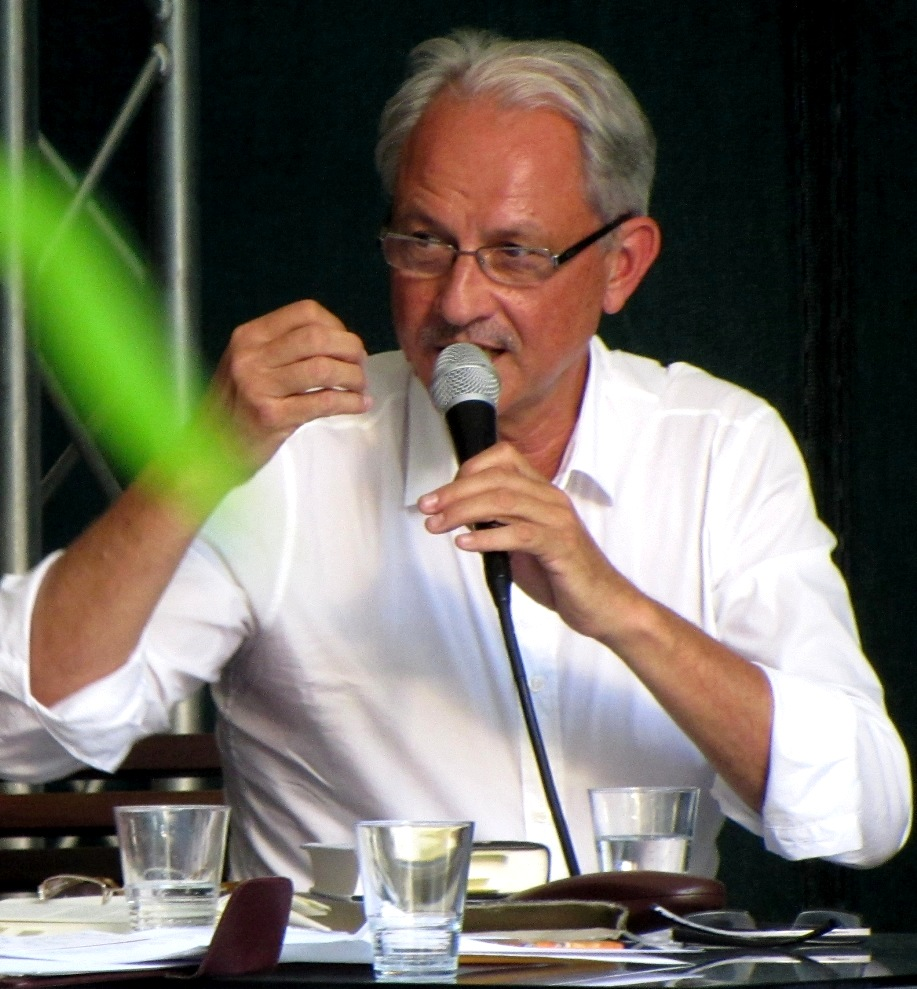

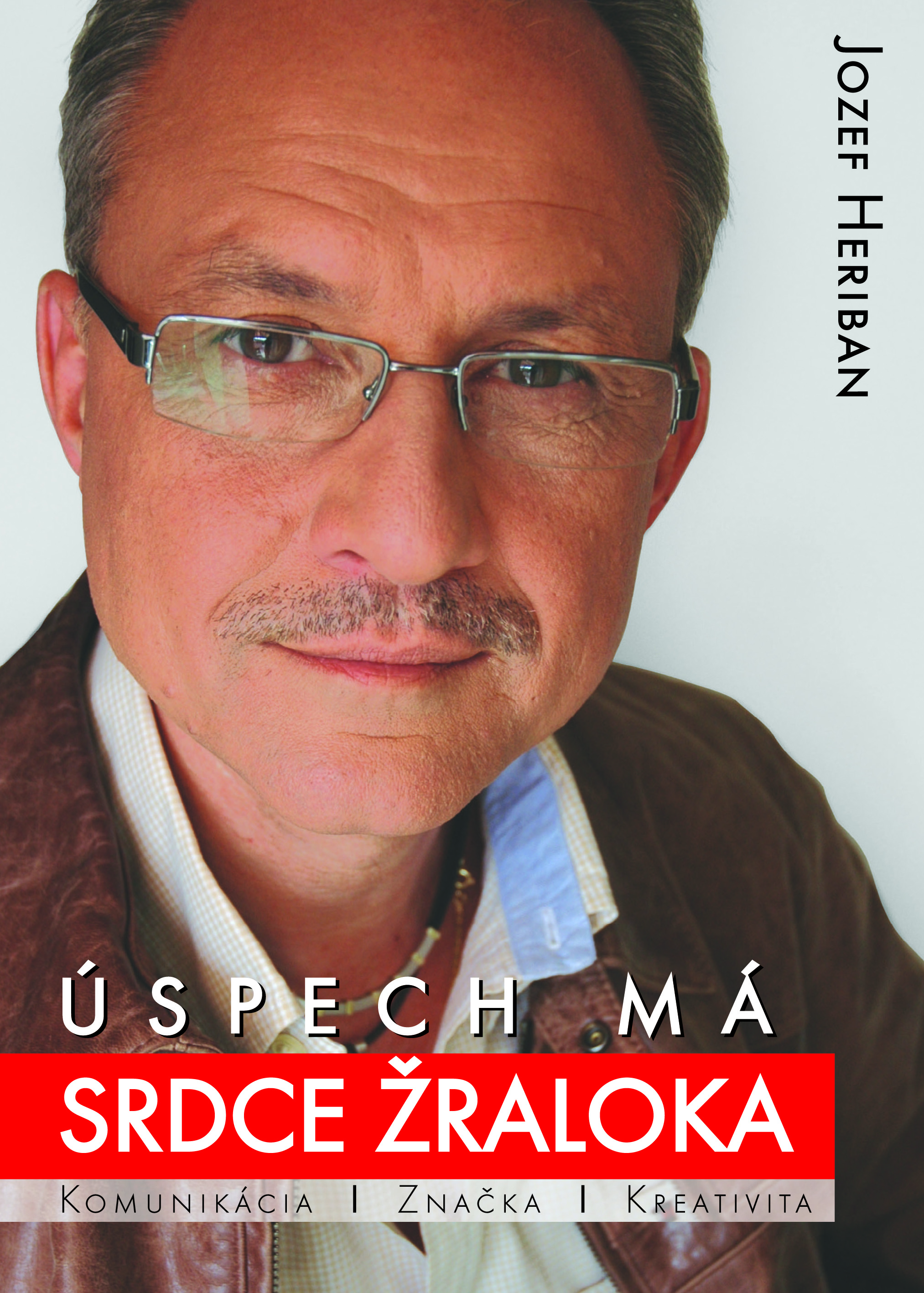

Jozef Heriban (* 9. Juli 1953 in Trnava) ist ein slowakischer Schriftsteller, Drehbuchautor und Filmregisseur.  Derzeit widmet er sich beruflich der Literatur. Er ist ehemaliger Präsident des slowakischen PEN-Zentrum, ehemaliger stellvertretender Vorsitzender des Rates des Audiovisuellen Fonds. Er ist Mitglied der Kommission des Audiovisuellen Fonds für internationale Filmprojekte und Mitglied der Slowakischen Film- und Fernseh-Akademie.

## Leben
1968 begann er am Konservatorium in Bratislava Akkordeon und Posaune zu studieren. Er setzte sein Studium an der Philosophischen Fakultät der Comenius-Universität Bratislava im Fach Ästhetische Erziehung – Slowakische Sprache fort, wo er 1985 promovierte (PhDr.). Während seines Studiums spielte er im Orchester des Folkloreensembles Lúčnica, mit dem er zahlreiche Länder Europas, Afrikas und die USA bereiste.
1978 heiratete er Alena Heribanová, eine bekannte Fernsehmoderatorin, Autorin und ehemalige Direktorin des Slowakischen Instituts in Wien. Zusammen haben sie zwei Töchter: die Schriftstellerin und Journalistin Tamara Šimončíková Heribanová sowie die Moderatorin und PR-Managerin Barbara Jagušák. 2017 folgte nach 39 Jahren Ehe die Scheidung.

## Berufliche Laufbahn
Nach seiner Rückkehr vom Militärdienst trat er 1981 in die slowakische Filmproduktion ein, wo er als Dramaturg für Spielfilme in der zweiten kreativen Produktionsgruppe des Regisseurs Andrej Lettrich tätig war. Nach 1989 wurde er in einer geheimen Wahl zum Leiter der zweiten kreativen Produktionsgruppe für Spielfilme gewählt. Während seiner vierzehnjährigen Tätigkeit im Bereich Spielfilm arbeitete er mit den bedeutendsten slowakischen Regisseuren zusammen, darunter Dušan Hanák, Juraj Jakubisko, Juraj Herz, Dušan Trančík, Stanislav Párnický, Dušan Rapoš, Martin Ťapák und vielen anderen.
Zusammen mit Jozef Slovák schrieb er die Drehbücher zu den Filmen Utekajme, už ide! (Lauf, er kommt!)  und ‚‘Južná pošta(Südliche Post'’). Die Tragikomödie Dávajte si pozor! (Passt auf!) schrieben und inszenierten sie gemeinsam.
1994 gründete er mit Pavol Jursa und Jozef Slovák die Firma TATRA STAR, die erfolgreiche TV-Groteske Bud Bindi mit Miroslav Noga und Stanislav Dančiak in den Hauptrollen produzierte. Später arbeitete er im Bereich Marketing, zunächst als Leiter der Öffentlichkeitsarbeit und Vorstandsmitglied von Eurotel Bratislava, und später als Werbeleiter und Leiter der Öffentlichkeitsarbeit bei TV Markíza. Derzeit widmet er sich der Literatur und der Organisation des Filmlebens in der Slowakei.

## Politische Laufbahn
Bei den Parlamentswahlen im Jahr 2002 wurde er als Abgeordneter des Nationalrats der Slowakei für die Allianz des neuen Bürgers Aliancia nového občana (ANO) gewählt. Im Nationalrat der Slowakei war er Mitglied des Ausschusses für europäische Angelegenheiten und des Ausschusses für Menschenrechte, Nationalitäten und die Stellung der Frau in der Gesellschaft. In den Jahren 2003 und 2004 war er Beobachter und später Abgeordneter im Europäischen Parlament.

## Literarisches Werk
Heriban debütierte literarisch mit der Novelle Niekto na mňa stále píska (1996), die 1993 im anonymen Wettbewerb des Literaturfonds den ersten Platz belegte. In seinem nächsten Buch Úspech má srdce žraloka (2007) greift er die neuesten Trends aus der Welt des Marketings und der Öffentlichkeitsarbeit auf. Seine Romane Intimita vlkov (2008) und Posadnutosť (2009) wurden sofort nach der Veröffentlichung Bestseller. Das Thema menschlicher Intimität spielt auch im Roman Ružový trojuholník (2010) und im Kurzgeschichtenroman Schovaný, neschovaný, idem (2011) eine Schlüsselrolle.
Der Literaturtheoretiker Alexander Halvoník schreibt in seiner Studie zum Buch Prelet sťahovavých vtákov (2013), das 2014 den Preis des slowakischen PEN-Zentrum erhielt: „Ich glaube, dass so etwas wie ein Autorenprogramm tatsächlich existiert. Der Autor trägt es in sich und muss es nicht jedem auf die Nase binden. Aber trotz seiner Komplexität, die es schwer macht, es umzusetzen, bleibt er dabei, auch wenn er, sagen wir, gerade kein Buch schreibt.“
2014 veröffentlichte Heriban die Novelle Fagotista, ktorého nemiloval Boh, in der Samuel Gold Baťovanský, der zweite Fagottist in einem Philharmonieorchester, seinen Platz an der Sonne sucht. Seine Gespräche mit Gott führen die Geschichte in eine Metapher über die unendliche menschliche Suche nach Liebe, Glück und Anerkennung.
2023 erschien im Verlag Slovart sein bisher letzter Roman Garážové Libertango, in dem Heriban in die Zeit zurückkehrt, als Hunderttausende von Migranten – moderne Nomaden – an den Bahnhöfen Europas auftauchten. Parallel dazu beschreibt der Autor das spezifische Leben der argentinischen Tangotänzer.

## Audiovisuelle Werke

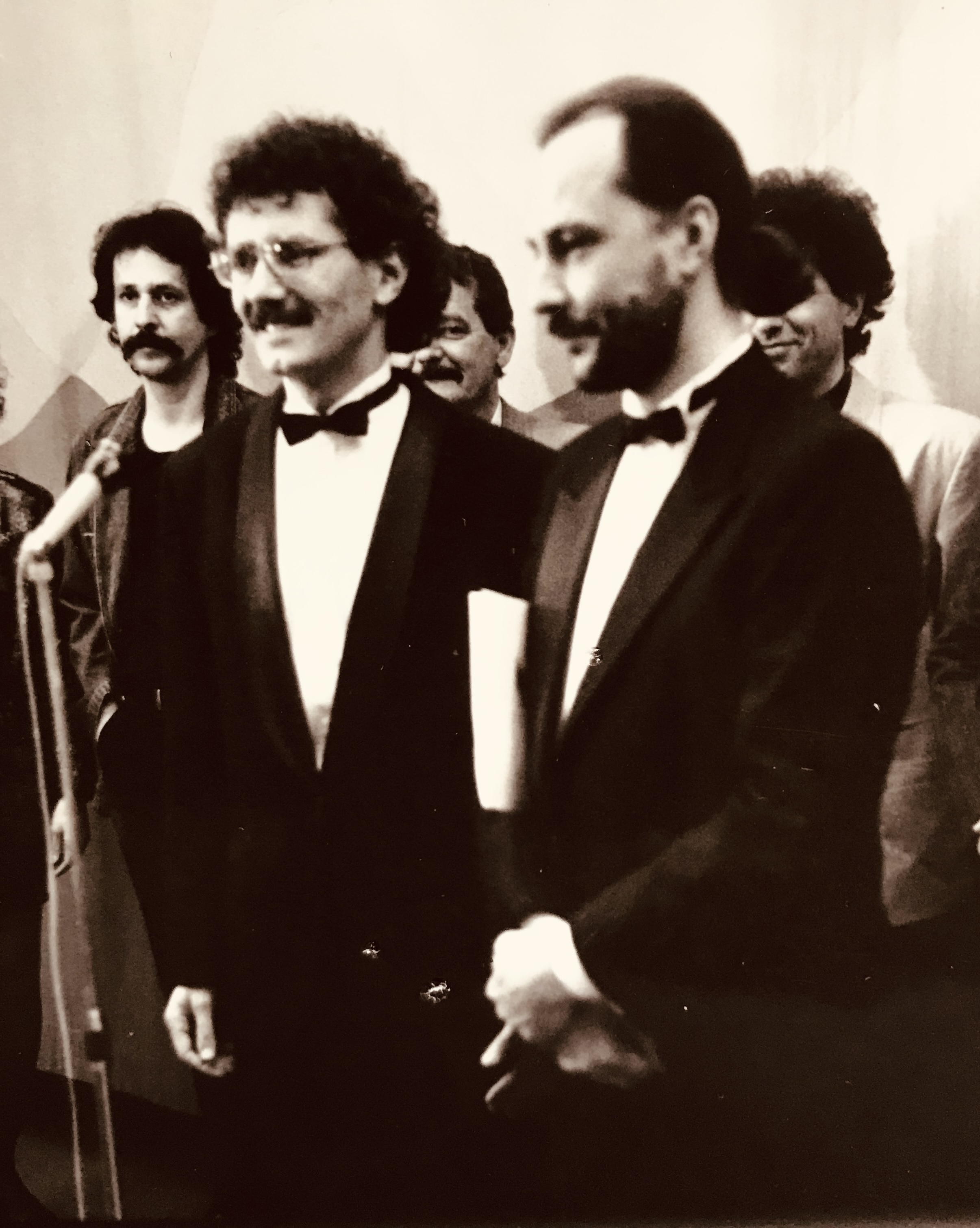
Jozef Heriban, Jozef Slovák, Dávajte si pozor!, premiéra

Zusammen mit Jozef Slovák schrieb er das Drehbuch zum slowakisch-deutschen Koproduktionsfilm Utekajme, už ide! (1996), der auf internationalen Filmfestivals in London, Stockholm, Cork, Vevey (1988), Los Angeles, San Francisco, Seattle, Washington, Wien, Hongkong (1989) und vielen anderen gezeigt wurde. Der Film erhielt den Hauptpreis „Zlatý prim“ beim 9. Filmfestival in Nové Město nad Metují. Ebenso schrieb er zusammen mit Jozef Slovák das Drehbuch zu Južná pošta (1997), das auf dem gleichnamigen Buch von Ladislav Ballek basiert und beim 26. Festival tschechischer und slowakischer Filme in Brünn den Preis des tschechoslowakischen Films gewann.
Er war Co-Drehbuchautor und Co-Regisseur des slowakisch-amerikanischen Koproduktionsfilms Dávajte pozor! (1991), der beim 15. Internationalen Filmfestival in Kairo mit dem Sonderpreis der Jury für den besten Debütfilm ausgezeichnet wurde und beim 25. Internationalen Filmfestival in Houston den „Goldenen Preis“ sowie beim 16. Internationalen Filmfestival in Philadelphia den „Silbernen Preis“ erhielt. Der Film nahm auch an Filmfestivals in San Francisco, Philadelphia, Denver, Los Angeles, San Remo, Lissabon, Kolumbien, Bangalore, Békescsaba und vielen anderen teil.
Zusammen mit Jozef Slovák und Pavol Jursa schrieb, inszenierte und produzierte er die TV-Komödienserie Bud Bindi, die beim 28. Internationalen Filmfestival in Houston (1995) den „Goldenen Preis“, beim 39. Internationalen Filmfestival in San Francisco (1996) den „Silbernen Turm“ und beim 19. Internationalen Filmfestival in Philadelphia (1996) einen Ehrenpreis erhielt. Die Serie wurde in über 30 Länder weltweit verkauft.

## Filmografie
- 1986 – Utekajme, už ide! (Drehbuch)

Hauptpreis „Goldener Prim“ beim 9. Film-Festival in Nove Mesto nad Metuji (1987)
- 1987 – Južná pošta (Drehbuch)

Preis des tschechoslowakischen Filmes beim 26. Festival der tschechischen und slowakischen Filme in Bern (1988)
- 1990 – Dávajte si pozor! (Drehbuch und Regie)
- Hauptpreis für das beste Kunstwerk beim 15. IFF in Kairo (1991)
- Goldener Preis beim 25. IFF in Houston (1992)
- Silberner Preis beim 16. IFF in Philadelphia (1993)
- 1993-1996 Groteskenserial Bud Bindi[24] (Drehbuch und Regie)
- Bronzener Preis beim 27. IFF in Houston (1994)
- Goldener Preis beim 28. IFF in Houston (1995)
- Silberne Turm beim 39. IFF in San Francisco (1996)[25]

## Galerie

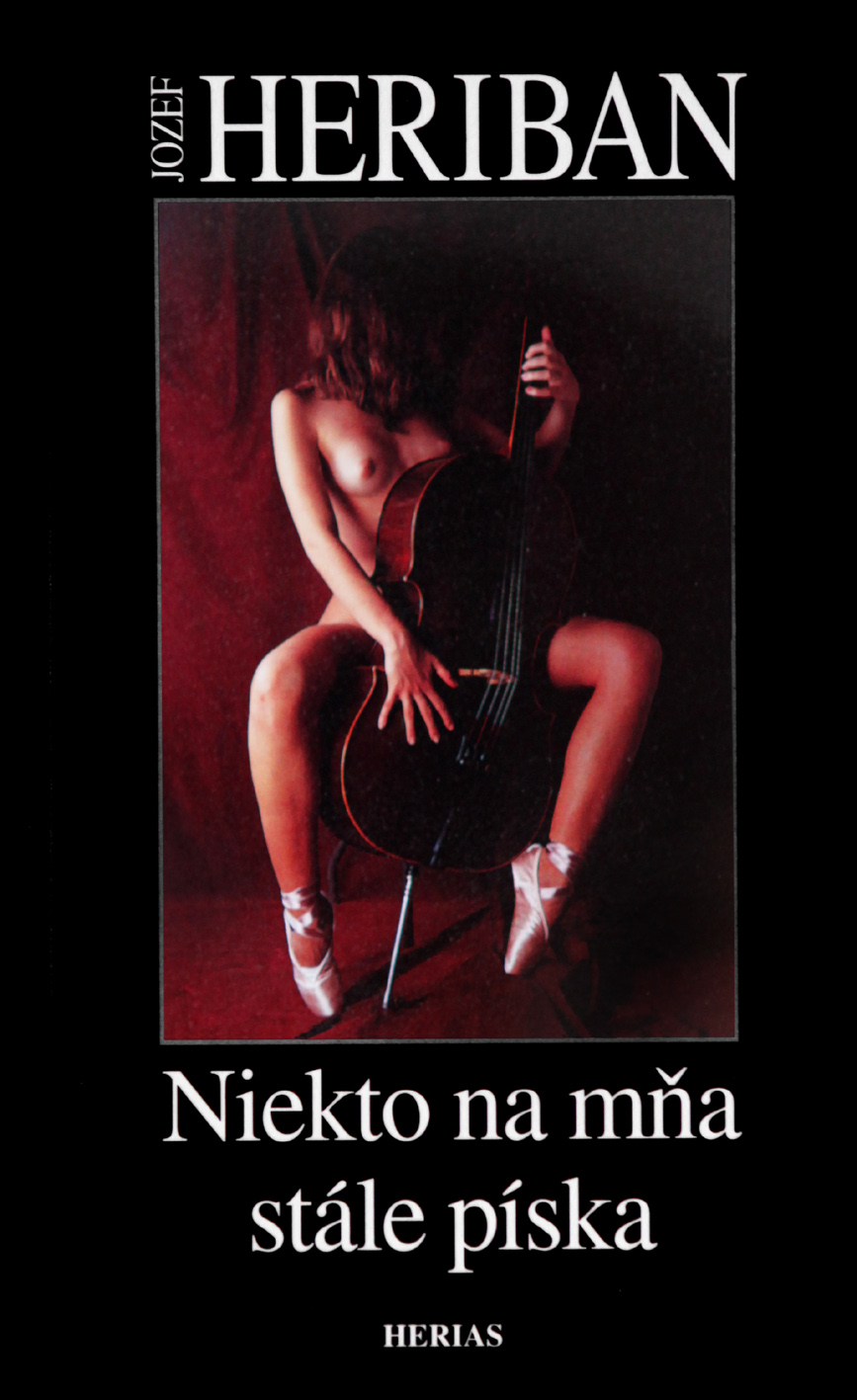
Jozef Heriban: Niekto na mňa stále píska
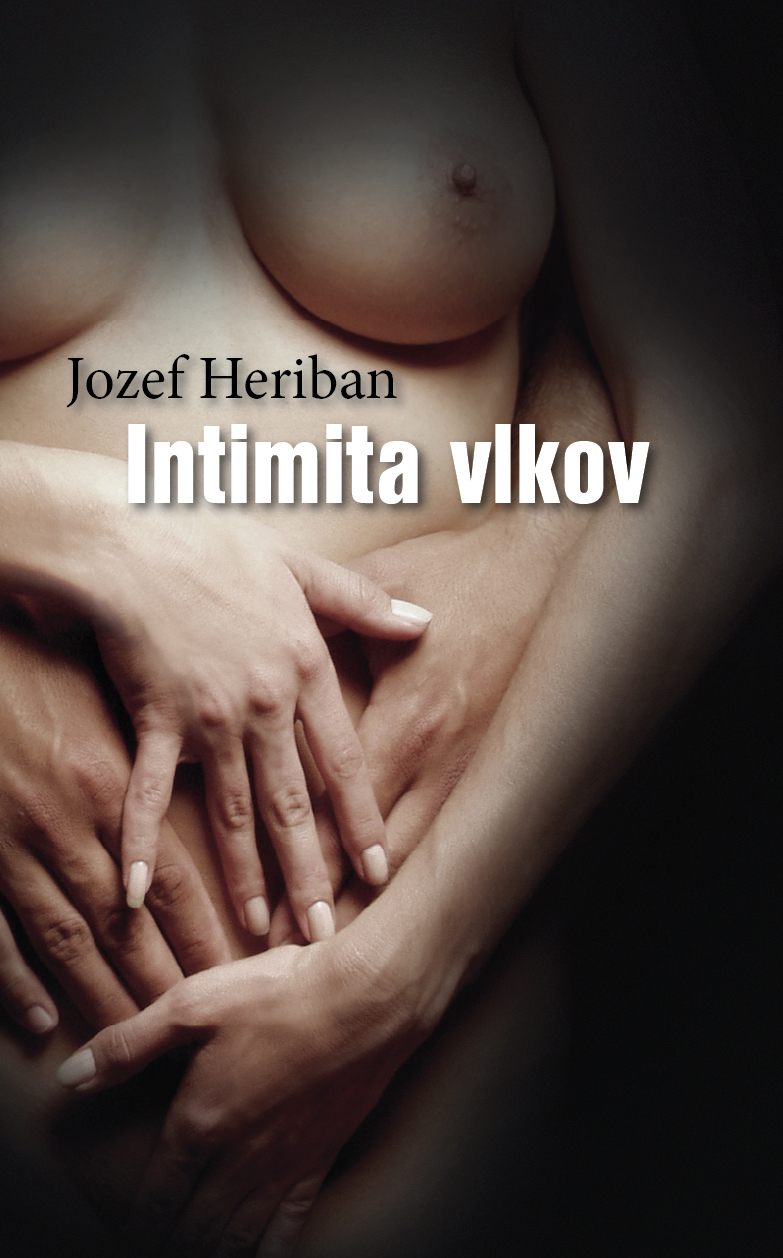
Jozef Heriban: Intimita vlkov
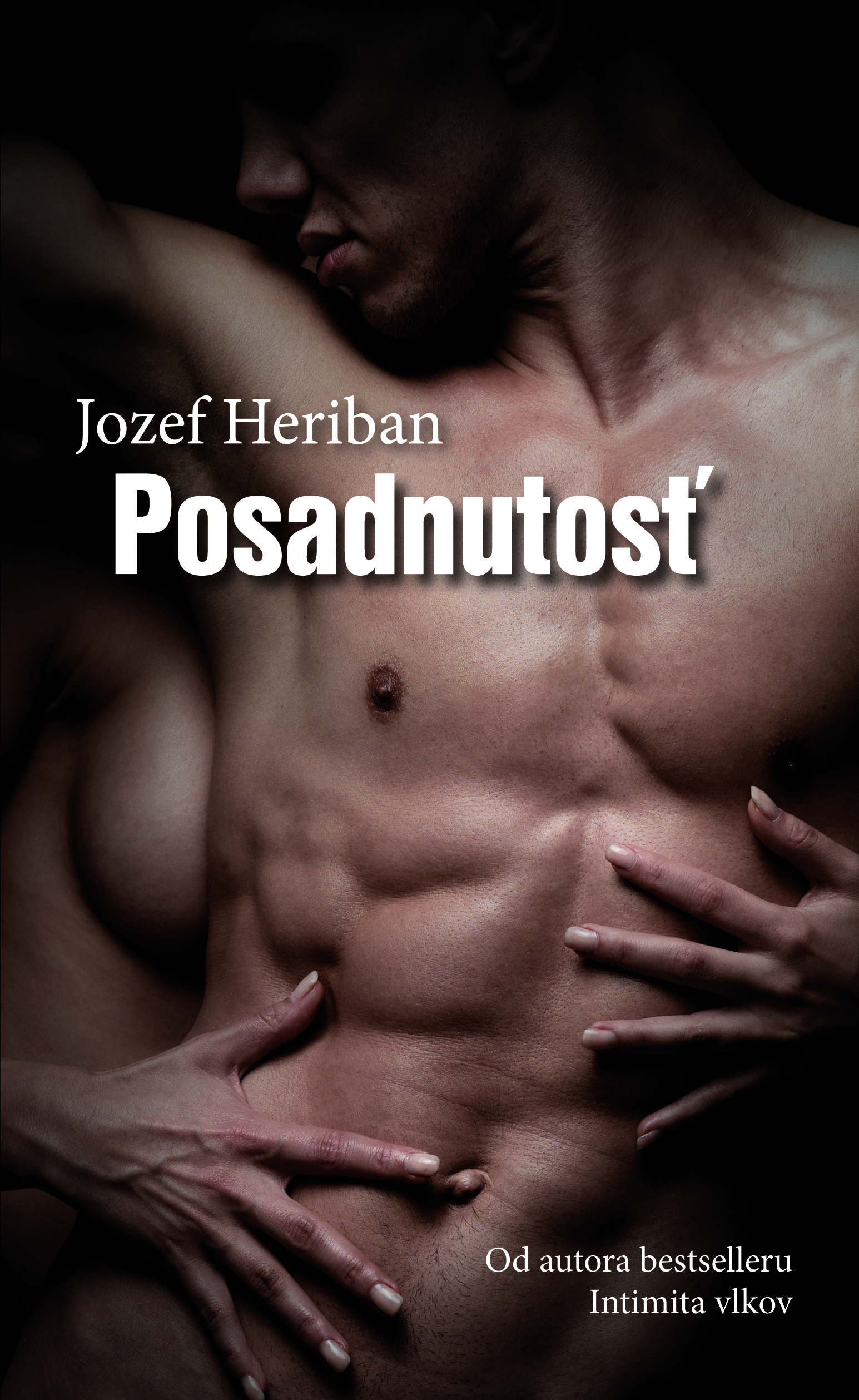
Jozef Heriban: Posadnutosť
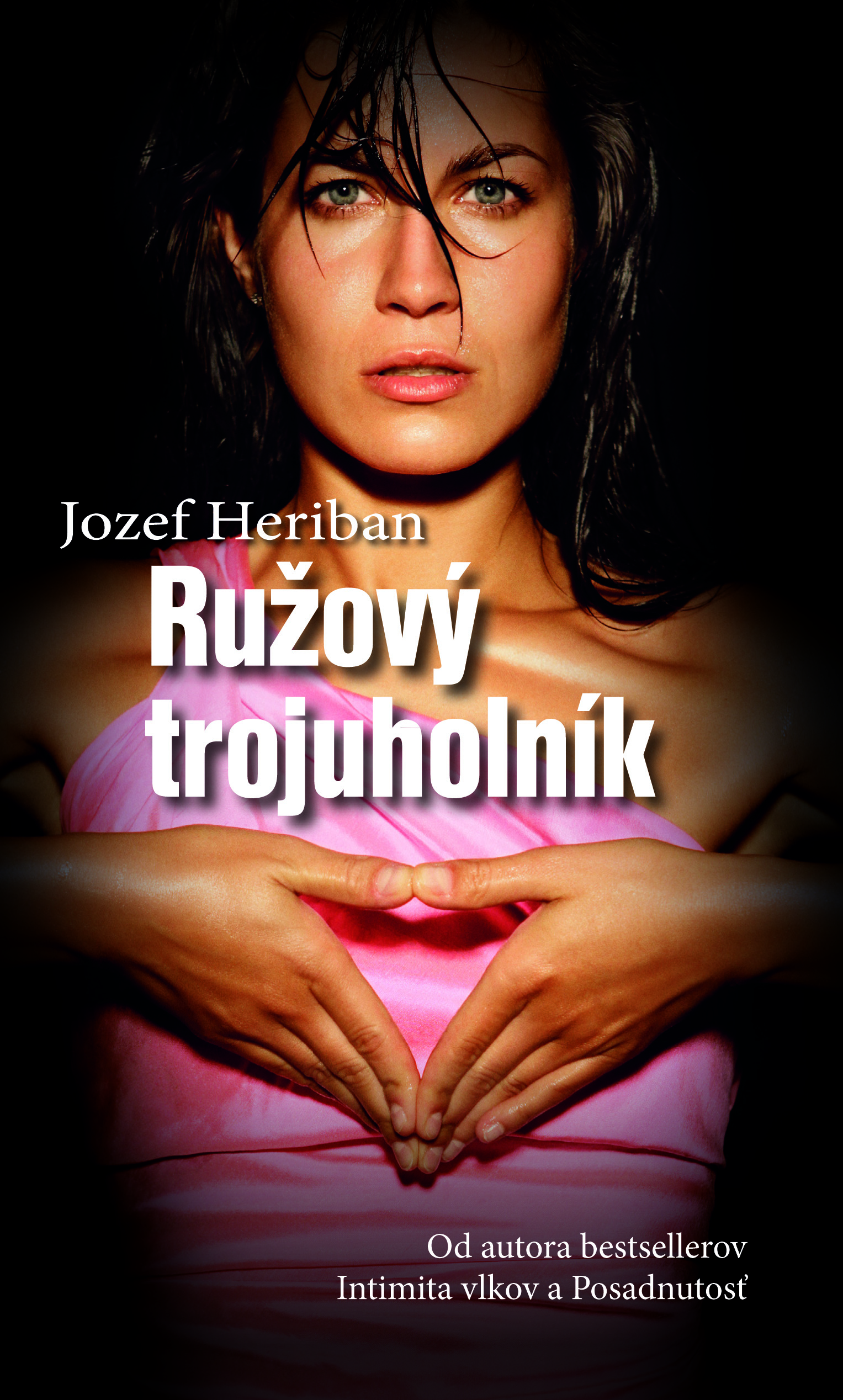
Jozef Heriban: Ružový trojuholník
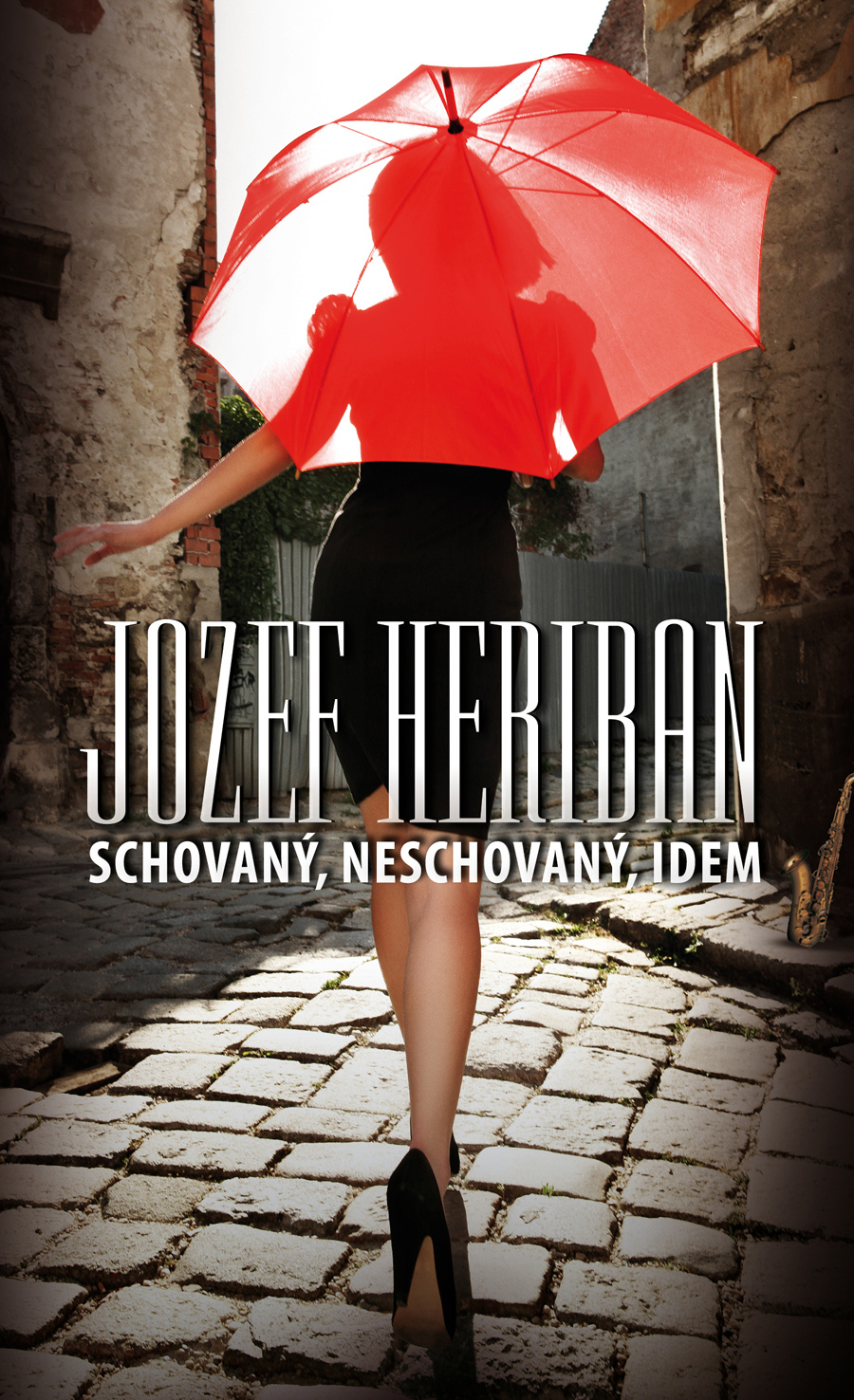
Jozef Heriban: Schovaný, neschovaný, idem
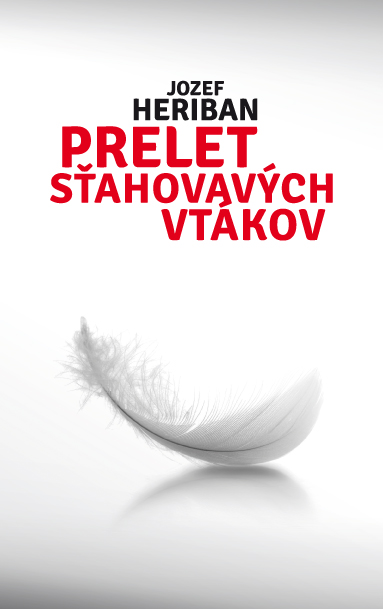
Jozef Heriban: Prelet sťahovavých vtákov
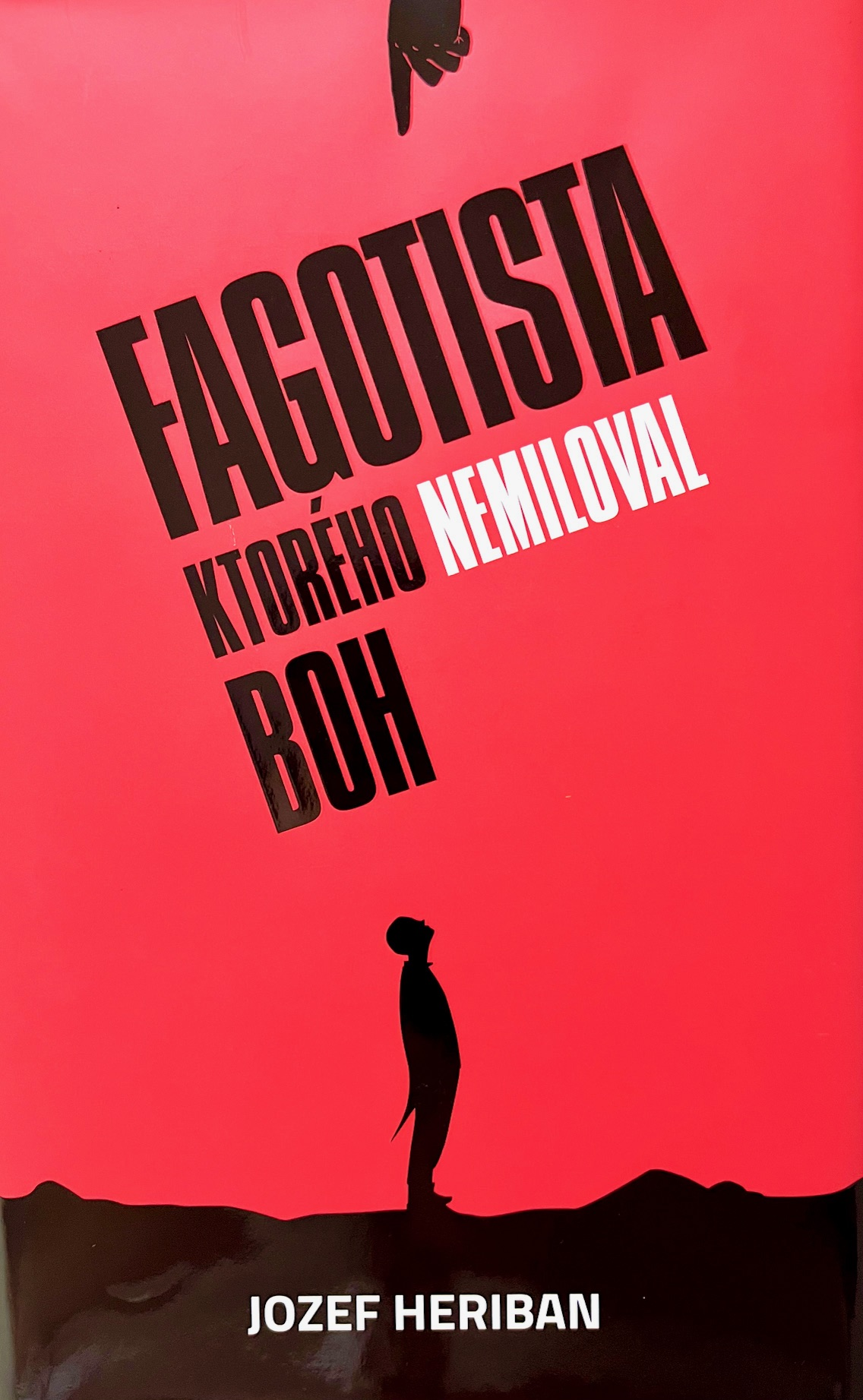
Jozef Heriban: Fagotista, ktorého nemiloval Boh
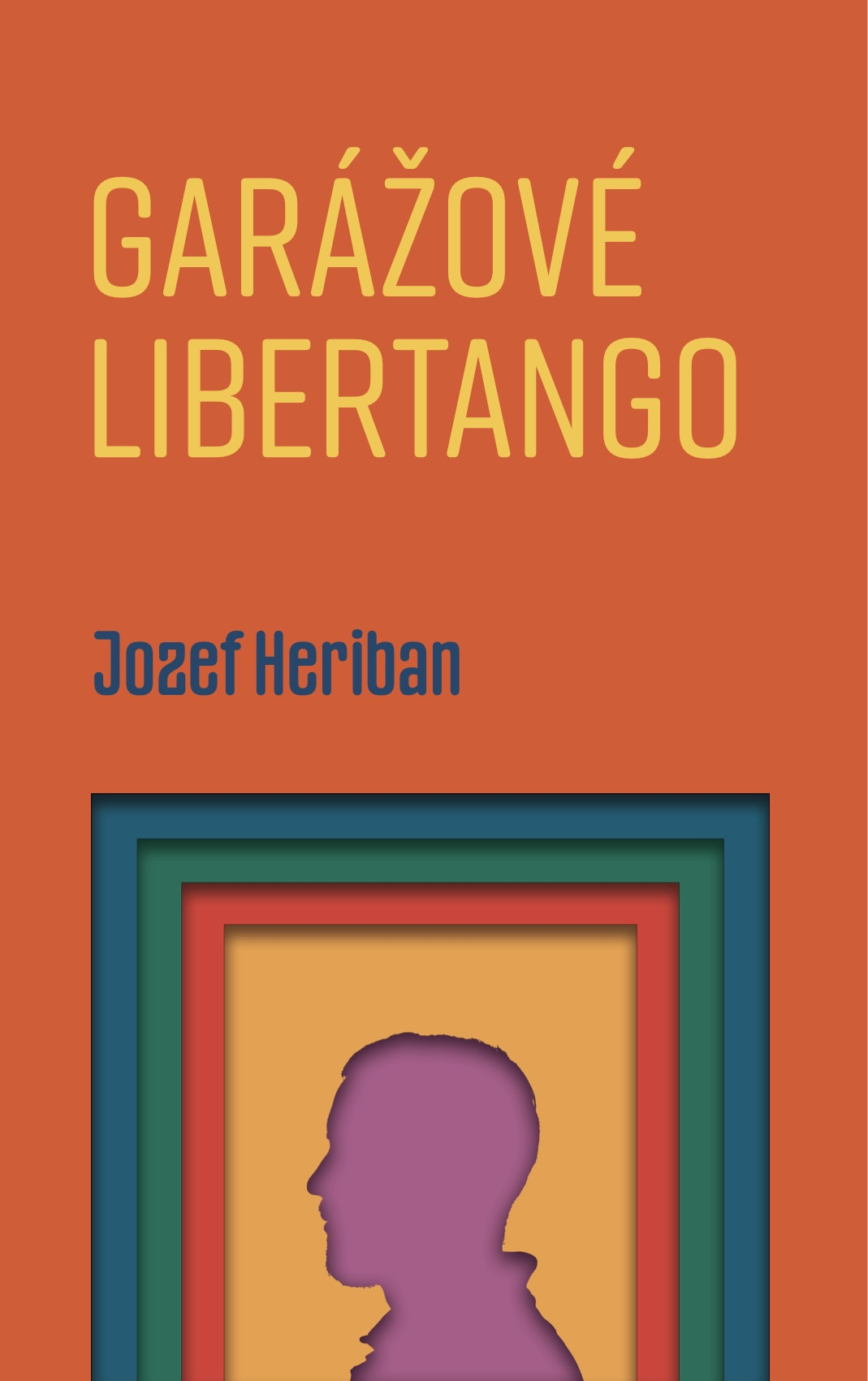
Jozef Heriban: Garážové Libertango

## Prosawerk
- Niekto na mňa stále píska, Herial, Bratislava (1996); Somebody is Always Whistling at Me, ISBN 80-967397-0-0 Hauptpreis – Literatur Fonds (1993)[26]
- Intimita vlkov, Herial, Bratislava (2008); Intimacy of Wolves, ISBN 978-80-969969-0-2[27]
- Posadnutosť, Herial, Bratislava (2009); Obsession, ISBN 978-80-969969-2-6[28]
- Ružový trojuholník, Herial, Bratislava (2010); Pink Triangle, ISBN 978-80-969969-4-0[29]
- Schovaný, neschovaný, idem, Herial, Bratislava (2011); Come out, come out, wherever you are, ISBN 978-80-969969-6-4[30]
- Prelet sťahovavých vtákov Herial, Bratislava, (2013); Flew Over the Flying Birds, ISBN 978-80-969969-7-1[31]
- Fagotista, ktorého nemiloval Boh, Herial, Bratislava (2014); The Bassoonist, Who Was Not Loved by God ISBN 978-80-969969-8-8[32]
- Garážové Libertango, Slovart, Bratislava 2023; Garage Libertango ISBN 978-80-556-6381-4[33]

## Hörspiele
- Da capo al Fine (1979) Hauptpreis des HRDM (1979), Preis des ZSDU beim VII. FPRH in Piešťany (1981)
- Diagnóza 300, Diagnosis 300 (1980)  Preis des HRLD (1980)
- Hlasy pre Máriu, Voices for Maria (1982) Hauptpreis in der Kategorie der Hörspiele VRŽ (1983)
- HAN 82 (1982) Preis für die beste Regie beim VIII. FPRH in Pistyan (1983)
- Život na 55 minút, Life for 55 minutes (1988) Hauptpreis des HRLD (1988)
- Šach, Chess (1990) Hauptpreis in der Kategorie das beste stereo Hörspiel beim XII. FPRH in Pistyan (1991)